# 스무해 첫째날
"스무해 첫째날"은 1984년에 개봉한 대한민국의 영화이다.

## 캐스팅
- 하재영
- 홍은성
- 이신재
- 김복희
- 김윤미
- 김희애
- 유장현